# 시즌별 WKBL 최고 연봉 선수
현행 한국여자프로농구(WKBL) 선수의 최고 연봉 금액은 ₩300,000,000이다. 가장 처음 억대 연봉을 받은 선수는 정선민으로, 2001년 겨울리그를 앞두고 ₩110,000,000에 계약하였다.

## 2020년대

### 2020-2021
| 선수   | 연봉         | 팀                     |
| ------ | ------------ | ---------------------- |
| 김정은 | ₩300,000,000 | 아산 우리은행 위비     |
| 박지수 | ₩300,000,000 | 청주 KB 스타즈         |
| 박혜진 | ₩300,000,000 | 아산 우리은행 위비     |
| 안혜지 | ₩300,000,000 | 부산 BNK 썸            |
| 김단비 | ₩270,000,000 | 인천 신한은행 에스버드 |
| 배혜윤 | ₩220,000,000 | 용인 삼성생명 블루밍스 |
| 강이슬 | ₩210,000,000 | 부천 하나원큐          |
| 김한별 | ₩210,000,000 | 용인 삼성생명 블루밍스 |
| 고아라 | ₩185,000,000 | 부천 하나원큐          |
| 강아정 | ₩170,000,000 | 청주 KB 스타즈         |
| 심성영 | ₩170,000,000 | 청주 KB 스타즈         |
| 염윤아 | ₩170,000,000 | 청주 KB 스타즈         |

### 2019-2020
| 선수   | 연봉         | 팀                     |
| ------ | ------------ | ---------------------- |
| 박지수 | ₩300,000,000 | 청주 KB 스타즈         |
| 박혜진 | ₩300,000,000 | 아산 우리은행 위비     |
| 김단비 | ₩270,000,000 | 인천 신한은행 에스버드 |
| 김한별 | ₩230,000,000 | 용인 삼성생명 블루밍스 |
| 김정은 | ₩220,000,000 | 아산 우리은행 위비     |
| 박하나 | ₩220,000,000 | 용인 삼성생명 블루밍스 |
| 배혜윤 | ₩210,000,000 | 용인 삼성생명 블루밍스 |
| 김이슬 | ₩181,000,000 | 인천 신한은행 에스버드 |
| 강이슬 | ₩180,000,000 | 부천 KEB하나은행       |
| 최은실 | ₩180,000,000 | 아산 우리은행 위비     |
| 강아정 | ₩170,000,000 | 청주 KB 스타즈         |
| 고아라 | ₩170,000,000 | 부천 KEB하나은행       |
| 염윤아 | ₩170,000,000 | 청주 KB 스타즈         |

## 2010년대

### 2018-2019
| 선수   | 연봉         | 팀                     |
| ------ | ------------ | ---------------------- |
| 박혜진 | ₩300,000,000 | 아산 우리은행 위비     |
| 김단비 | ₩280,000,000 | 인천 신한은행 에스버드 |
| 김정은 | ₩260,000,000 | 아산 우리은행 위비     |
| 염윤아 | ₩255,000,000 | 청주 KB 스타즈         |
| 이경은 | ₩210,000,000 | 인천 신한은행 에스버드 |
| 강이슬 | ₩200,000,000 | 부천 KEB하나은행       |
| 박지수 | ₩200,000,000 | 청주 KB 스타즈         |
| 고아라 | ₩190,000,000 | 부천 KEB하나은행       |
| 배혜윤 | ₩190,000,000 | 용인 삼성생명 블루밍스 |
| 김한별 | ₩180,000,000 | 용인 삼성생명 블루밍스 |
| 박하나 | ₩180,000,000 | 용인 삼성생명 블루밍스 |

### 2017-2018
| 선수   | 연봉         | 팀                     |
| ------ | ------------ | ---------------------- |
| 박혜진 | ₩290,000,000 | 아산 우리은행 위비     |
| 김정은 | ₩260,000,000 | 아산 우리은행 위비     |
| 김단비 | ₩250,000,000 | 인천 신한은행 에스버드 |
| 배혜윤 | ₩200,000,000 | 용인 삼성생명 블루밍스 |
| 이경은 | ₩200,000,000 | 구리 KDB생명 위너스    |
| 조은주 | ₩180,000,000 | 구리 KDB생명 위너스    |
| 한채진 | ₩180,000,000 | 구리 KDB생명 위너스    |
| 강아정 | ₩170,000,000 | 청주 KB 스타즈         |
| 김한별 | ₩170,000,000 | 용인 삼성생명 블루밍스 |
| 박하나 | ₩160,000,000 | 용인 삼성생명 블루밍스 |

### 2015-2016
| 선수   | 연봉         | 팀                     |
| ------ | ------------ | ---------------------- |
| 김정은 | ₩300,000,000 | 부천 하나외환          |
| 이미선 | ₩280,000,000 | 용인 삼성 블루밍스     |
| 김단비 | ₩200,000,000 | 인천 신한은행 에스버드 |
| 박혜진 | ₩200,000,000 | 춘천 우리은행 한새     |
| 신정자 | ₩200,000,000 | 인천 신한은행 에스버드 |
| 양지희 | ₩200,000,000 | 춘천 우리은행 한새     |
| 이경은 | ₩200,000,000 | 구리 KDB생명 위너스    |
| 박하나 | ₩180,000,000 | 용인 삼성 블루밍스     |
| 배혜윤 | ₩180,000,000 | 용인 삼성 블루밍스     |
| 변연하 | ₩180,000,000 | 청주 KB 스타즈         |
| 조은주 | ₩180,000,000 | 구리 KDB생명 위너스    |
| 최윤아 | ₩180,000,000 | 인천 신한은행 에스버드 |
| 한채진 | ₩180,000,000 | 구리 KDB생명 위너스    |